# Ogyrides hayi
Ogyrides hayi is een garnalensoort uit de familie van de Ogyrididae. De wetenschappelijke naam van de soort is voor het eerst geldig gepubliceerd in 1981 door Williams.